# PixiJS
PixiJSはウェブブラウザのcanvas要素に描画する、クロスブラウザ対応の軽量なJavaScriptライブラリ。
JavaScript から GPUを扱うWebGL技術を2Dに特化して平易に利用できる。
WebGL未対応の環境では従来のCanvas描画方式に切り替えて描画され、プラットフォームの差異を吸収する。

## 採用実績
- RPGツクールMV ゲーム開発環境
- RPGツクールMZ ゲーム開発環境
- Phaser（英語版） ゲームフレームワーク [4]
- アイドルマスター シャイニーカラーズ [5]
- さくらのINFRA WARS[6]